# Etchohuaquila
Etchohuaquila es una ranchería del municipio de Navojoa ubicado en el sur del estado mexicano de Sonora, en la región del valle del río Mayo. Según los datos del Censo de Población y Vivienda realizado en 2010 por el Instituto Nacional de Estadística y Geografía (INEGI), Etchohuaquila tiene un total de 738 habitantes.
La ranchería es el lugar de nacimiento del beisbolista Fernando Valenzuela, pitcher de grandes ligas de béisbol en su mayor parte con los Dodgers de Los Ángeles en la década de los 80s.
Sus principales actividades económicas son la agricultura y venta de platillos regionales.

## Geografía
Etchohuaquila se sitúa en las coordenadas geográficas 27°18'53" de latitud norte y 109°45'37" de longitud oeste del meridiano de Greenwich, a una altura media de 71 metros sobre el nivel del mar.